# Милисав Ђуровић
Милисав Ђуровић (Заград, код Никшића, 12. новембар 1912 — 1944), учесник Народноослободилачке борбе и народни херој Југославије.

## Биографија
Рођен је 12. новембра 1912. године у селу Заград, код Никшића
Пре Другог светског рата радио је као физички радник у Војводини.
Члан Комунистичке партије Југославије је од 1939. године.
Учесник Народноослободилачке борбе је од 1941. године.
Погинуо је 18. октобра 1944. године, као командант Четвртог батаљона Осме црногорске ударне бригаде, у борбама за немачким јединицама у Дечанској улици, у току Београдске операције.
Сахрањен је на Гробљу ослободилаца Београда 1944.
Указом Президијума Народне скупштине Федеративне Народне Републике Југославије, 20. децембра 1951. године, проглашен је за народног хероја.